# Прогресс мировых рекордов в смешанной эстафете 4×100 м вольным стилем в 50-метровом бассейне
Прогресс мировых рекордов в смешанной эстафете 4×100 метров вольным стилем в 50-метровом бассейне — эта статья включает в себя прогрессию мирового рекорда и показывает хронологическую историю мировых рекордов в смешанной эстафете 4×100 метров вольным стилем в 50-метровом бассейне. Смешанная эстафета 4×100 метров вольным стилем — это эстафета, в которой принимают участие два мужчины и две женщины, каждый из четырех пловцов команды в определённом регламентом соревнований или в произвольном порядке проплывает 100-метровый отрезок вольным стилем. Мировые рекорды ратифицируется и регламентируются ФИНА.
Прогресс мировых рекордов в смешанной эстафете 4×100 метров вольным стилем в 50-метровом бассейне
| Номер | Время   |  | Имя                                                                                          | Национальность | Дата                | Соревнование                      | Место                | Прим.       |
| ----- | ------- |  | -------------------------------------------------------------------------------------------- | -------------- | ------------------- | --------------------------------- | -------------------- | ----------- |
| 1     | 3:45.38 |  | (58.08)Линдси Вруман (58.44)Кейт Фледербах (55.90)Стив Шмуль (52.96)Джексон Миллер           | США            | 26 сентября 2013 г. | IU Fall Frenzy                    | Блумингтон, США      | [ 1 ]       |
| 2     | 3:23.29 |  | (49.65)Томмасо Д’орсонга (52.83)Кейт Кэмпбелл (47.29)Джеймс Магнуссен (53.52)Бронте Кэмпбелл | Австралия      | 1 февраля 2014 г.   | BHP Billiton Aquatic Super Series | Перт, Австралия      | [ 2 ] [ 3 ] |
| 3     | 3:23.05 |  | (48.79)Райан Лохте (47.29)Натан Адриан (53.66)Симона Мануэль (53.31)Мисси Франклин           | США            | 8 августа 2015 г.   | Чемпионат мира                    | Казань, Россия       | [ 4 ]       |
| 4     | 3:19.60 |  | (47.22)Калеб Дрессел (47.49)Натан Адриан (52.71)Мэллори Комерфорд (52.18)Симона Мануэль      | США            | 29 июля 2017 г.     | Чемпионат мира                    | Будапешт, Венгрия    | [ 5 ]       |
| 5     | 3.19,40 |  | (47.34)Калеб Дрессел (47.34)Зак Эппл (52.72)Мэллори Комерфорд (52.00)Симоне Мануэль,         | США            | 27 июля 2019 г.     | Чемпионат мира                    | Кванджу, Южная Корея | [ 6 ]       |
| 6     | 3.18,48 |  | (46.91) Джек Алекси (46.70) Патрик Сэммон (52.43) Кейт Дугласс (52.44) Торри Хаск            | США            | 2 августа 2025      | Чемпионат мира                    | Сингапур             | [ 7 ]       |

Примечания: # — рекорд ожидает ратификации в FINA;
Рекорды в стадиях: к — квалификация; пф — полуфинал; э — 1-й этап эстафеты; эк −1-й этап эстафеты квалификация; б — финал Б; † — в ходе более длинного заплыва; зв — заплыв на время.